# Fleurydora felicis
Fleurydora felicis là một loài thực vật thuộc họ Ochnaceae. Đây là loài đặc hữu của Guinea. Chúng hiện đang bị đe dọa vì mất môi trường sống.